# Puchar Świata w skokach narciarskich w Ironwood
Puchar Świata w skokach narciarskich w Ironwood odbył się tylko w sezonie 1980/81. Areną zmagań była mamucia skocznia Copper Peak, jedyny mamut poza Europą. Z zaplanowanych trzech konkursów udało się przeprowadzić tylko dwa, z czego jeden skończył się na 1. serii. Oba wygrał późniejszy trener Austriaków, Alois Lipburger, przed jego rodakiem, Andreasem Felderem. 3. miejsce raz zajął gospodarz John Broman, a drugi raz kolejny Austriak, Fritz Koch. Po tamtym sezonie PŚ nie powrócił już na Ironwood.

## Medaliści konkursów PŚ w Ironwood
| Lp  | Data           | Skocznia    | K    | Uwagi | 1 miejsce       | 2 miejsce      | 3 miejsce   |
| --- | -------------- | ----------- | ---- | ----- | --------------- | -------------- | ----------- |
| 13. | 13 lutego 1981 | Copper Peak | K155 | loty  | Alois Lipburger | Andreas Felder | John Broman |
| 14. | 14 lutego 1981 | Copper Peak | K155 | loty  | Alois Lipburger | Andreas Felder | Fritz Koch  |
| 16. | 15 lutego 1981 | Copper Peak | K155 | loty  | odwołany        | odwołany       | odwołany    |